# Curt Fraser
Curt Martin Fraser (Cincinnati, Ohio, 1958. január 12. –) amerikai profi jégkorongozó és edző.

## Pályafutása

### Játékosként
Komolyabb junior karrierjét a Victoria Cougarsban kezdte 1974–1975-ben. Ebben a csapatban 1978-ig játszott. Legjobb idényében 107 pontot szerzett. Az 1978-as NHL-amatőr drafton a Vancouver Canucks választotta ki a második kör 22. helyén. A Canucksban kezdte meg felnőtt pályafutását: 1983. január 6-án a Chicago Black Hawkshoz került majd következő szezon nagy részét kihagyta egy térdsérülés miatt amit a Minnesota North Stars ellen szenvedett el 1983. november 5-én. A Vancouverben a legjobb idényében 67 pontot szerzett. A Chicagóban egészen 1988. január 4-éig játszott amikor a csapat elcserélte a Minnesotába. Ebből a csapatból vonult vissza 1989–1990-ben. A Vancouverrel részese volt egy vesztes Stanley-kupa döntőnek 1982-ben.

### Edzőként
Visszavonulása után egyből edzősködni kezdett. Először, mint a Milwaukee Admirals másodedzője (1990–1992) majd 1992–1994 között a csapat rendes edzője lett és mind a két évben a rájátszásba jutott a csapat de ott mind a kétszer az első körben kiestek. Ezután a Syracuse Crunch csapatához került, mint másodedző majd egy év után átkerült az Orlando Solar Bearshez, ahol 1995–1999 között volt edző és kétszer is eljutottak a döntőbe de egyszer sem tudtak nyerni. 1999–2003 között az Atlanta Thrashers edzője volt de a csapat nagyon gyengén szerepelt a bajnoki szezonokban. Az Atlanta után előbb a New York Islandershez majd a St. Louis Blueshoz szerződött mint másodedző. 2008 és 2012 között az AHL-es Grand Rapids Griffins edzője volt. Az első szezonban a rájátszás második köréig jutottak, ám azóta egymás után háromszor nem jutottak tovább az alapszakaszból. 2012 óta a Dallas Stars másodedzője.
Válogatottakat is vezetett. 2001-ben az amerikai férfi jégkorong-válogatott másodedzője volt a jégkorong-világbajnokságon. A 2007-es és a 2008-as világbajnokságon a fehérorosz férfi jégkorong-válogatottat vezette.